# Zoltán Farkas
Zoltán Farkas (Sovata, 19 de noviembre de 1974) es un deportista húngaro que compitió en halterofilia.
Ganó una medalla de plata en el Campeonato Europeo de Halterofilia de 1997, en la categoría de 64 kg. Participó en dos Juegos Olímpicos de Verano, ocupando el octavo lugar en Atlanta 1996 (categoría de 59 kg) y el décimo en Sídney 2000 (categoría de 62 kg).

## Palmarés internacional
| Campeonato Europeo | Campeonato Europeo | Campeonato Europeo | Campeonato Europeo |
| Año                | Lugar              | Medalla            | Categoría          |
| ------------------ | ------------------ | ------------------ | ------------------ |
| 1997               | Rijeka (Croacia)   | Medalla de plata   | 64 kg              |